# Nueva Armenia
Nueva Armenia (uit het Spaans: "Nieuw-Armenië") is een gemeente (gemeentecode 0812) in het departement Francisco Morazán in Honduras.
Het dorp hoorde bij de gemeente Sabanagrande tot het in 1856 een zelfstandige gemeente werd. In 1879 werd dit weer ingetrokken, en hoorde het bij de gemeente San Buenaventura. Het is niet duidelijk wanneer het opnieuw zelfstandig werd.
De hoofdplaats ligt ten westen van Sabanagrande.

## Bevolking
De bevolking is als volgt verdeeld:
| Vrouwen | 1865 | 49,3% |
| Mannen  | 1917 | 50,7% |

## Dorpen
De gemeente bestaat uit zeven dorpen (aldea), waarvan het grootste qua inwoneraantal: Nueva Armenia (code 081201).